# Меланж-акт
Мела́нж-акт (от фр. mélange — смесь и acte — действие) — цирковой жанр, представляющий собой цирковой номер, в котором смешиваются компоненты нескольких разнородных цирковых жанров. Жанр меланж-акта определяется по характеру доминирующего в нём жанре трюков. К меланж-актам относятся также представления некоторых традиционных цирковых жанров, таких как «Китайские игры».